# Sørenn Rasmussen
Sørenn Rasmussen (Balling, 12 de agosto de 1976) es un jugador de balonmano danés que juega de portero en el Ribe-Ebsjerg HH. Fue además internacional con la Selección de balonmano de Dinamarca.
Con la selección logró la medalla de plata en el Campeonato Mundial de Balonmano Masculino de 2011.

## Clubes
- Hjorshøj-Egea (1994-1995)
- Thirstea HK (1995-1997)
- Viborg HK (1997-2003)
- Aalborg HB (2003-2010)
- SG Flensburg-Handewitt (2010-2014)
- Bjerringbro-Silkeborg (2014-2018)
- Ribe-Ebsjerg HH (2018- )

## Palmarés

### Aalborg
- Liga danesa de balonmano (1): 2013

### SG Flensburg
- Liga de Campeones de la EHF (1): 2014

### Bjerringbro-Silkeborg
- Liga danesa de balonmano (1): 2016